# يوكي واكاي
يوكي واكاي (若井友希 واكاي يوكي) هي مؤدية أصوات يابانية ولدت في 30 أكتوبر 1995 في محافظة غيفو.

## أدوارها في الأنمي

### مسلسلات أنمي تلفزيونية
- كاكيغوروي - إيتسوكي سوميراغي
- كاكيغوروي xx - إيتسوكي سوميراغي
- هاناياماتا - ساتشيكو يامانوشيتا
- أونميوجي نجم التوأم - سوزو
- بيتليس - أولغا سوغوري
- حفيد الحكيم - ماريا فون ميسينا
- بريبارا - ليونا ويست
- آيدول تايم بريبارا - ليونا ويست

### أفلام أنمي
- بريبارا: بريزم☆تورز - ليونا ويست
- بريبارا: آيدول☆غران بري - ليونا ويست

## وصلات خارجية
- يوكي واكاي على موقع IMDb (الإنجليزية)
- يوكي واكاي على موقع ميوزك برينز (الإنجليزية)